# Grande Prêmio do Canadá de 2012
O Grande Prêmio do Canadá de 2012  foi a sétima corrida da temporada de 2012 da Fórmula 1. A prova foi disputada no dia 10 de junho no Circuito Gilles Villeneuve, na cidade de Montreal.
Jenson Button foi o vencedor da edição anterior, que por causa da chuva foi o mais longo Grande Prêmio na história da Fórmula 1, com uma duração de 4 horas. Completaram o pódio Sebastian Vettel e Mark Webber. Os seguintes pilotos ativos ganharam esta competição: Fernando Alonso, Lewis Hamilton, Jenson Button, e Michael Schumacher.
Lewis Hamilton foi o vencedor da prova de 2012 na 43ª edição do Grande Prêmio do Canadá, Hamilton venceu também em 2007 e 2010.

## Relatório

### Treino classificatório
Q1 — primeira parte
O treino classificatório teve início no horário previsto sob sol. Já no início, quase todos os pilotos foram para a pista. Hamilton foi o primeiro a fazer volta rápida, com 1m16s232mil, sendo batido em seguida por Perez, Kobayashi e Alonso. Massa abortou uma volta rápida em que tinha as melhores parciais e na seguinte cometeu um erro, que fez com que perdesse a passagem seguinte também. Com oito minutos de treino apenas  Vettel ainda não tinha ido para a pista. Hamilton e Massa fizeram bons tempos e ficaram com o segundo e o terceiro tempos. Faltando oito minutos para o fim Schumacher fez o melhor tempo, sendo batido por Vettel em seguida. Senna, com pneus super macios, conseguiu a sétima posição. Button, também com supermacio foi o segundo. Com cronômetro zerado, Vergne e Ricciardo, os dois companheiros na Toro Rosso, disputavam a passagem para o Q2. Vergne levou a pior. O melhor tempo ficou com o alemão Vettel com 1m14s661mil e os eliminados foram Kovalainen, Petrov, Vergne, De la Rosa, Glock, Pic e Karthikeyan.
Q2 — segunda parte

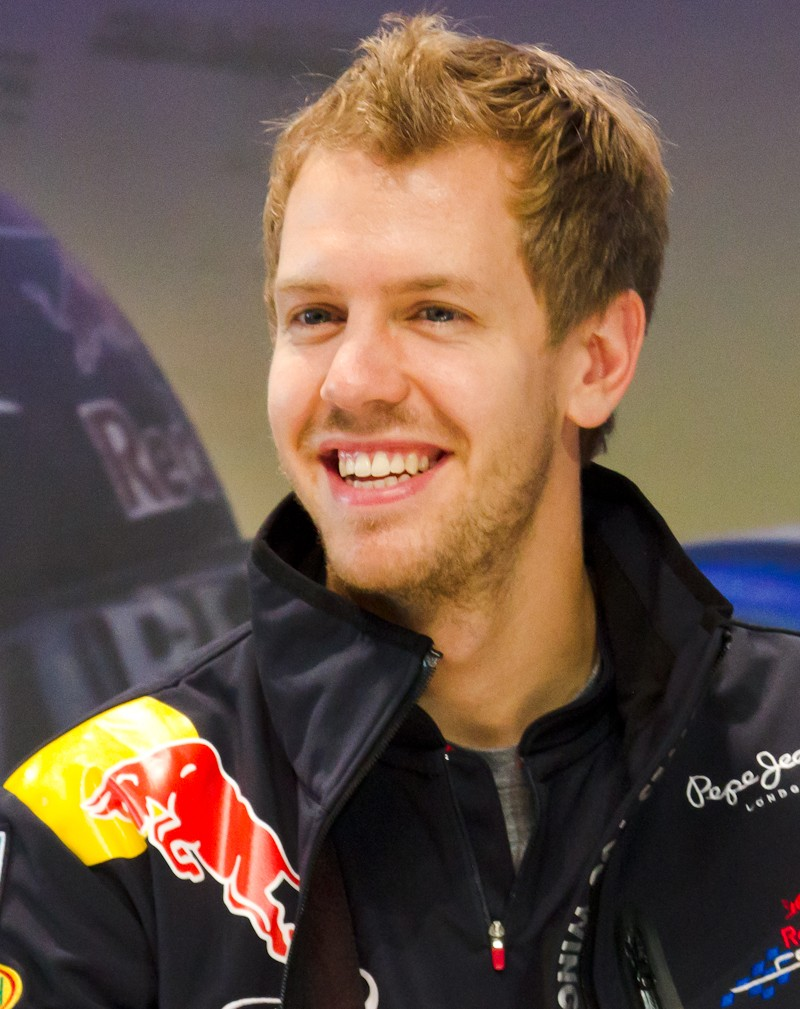
Vetel foi o pole position.

Após três minutos do início todos os carros estavam na pista congestionando a sessão. O primeiro a marcar a melhor volta foi Rosberg, que, em seguida, foi batido por Hamilton, porém logo Vettel bateu os dois com 1m14s187mil, o melhor tempo do final de semana. Em suas primeiras tentativas Massa foi o sétimo, Senna o nono e Alonso o décimo quinto. Alonso, por sua vez, foi o primeiro piloto a fazer uma segunda tentativa no Q2, já usando o pneu super macio, marcando o segundo tempo, dois décimos mais lento que Vettel, o líder. Alguns pilotos, como Hamilton, Rosberg e Schumacher sequer tentaram novamente, pois já estavam entre os primeiros. Massa estava fora da terceira parte no final da sessão e era um dos que tentavam melhorar. Em sua primeira tentativa a volta não foi boa e na segunda conseguiu apenas a décima posição. Atrás dele ainda restavam Grosjean, Raikkonen e Hulkenberg, que o superaram. Na última tentativa, a terceira do pneu super macio, ele conseguiu o oitavo tempo. Em seguida ele foi superado mais uma vez por Grosjean e seria superado também por Maldonado, entretanto o venezuelano bateu no “muro dos campeões” com a roda traseira direita e perdeu a volta. Com isso passaram para o Q3 Vettel, Alonso, Hamilton, Webber, Schumacher, Rosberg, Grosjean, Di Resta, Massa e Button. Os eliminados, pela ordem de largada, foram Kobayashi, Raikkonen, Hulkenberg, Ricciardo, Perez, Senna e Maldonado.
Q3 — terceira parte
Button e Hamilton foram os primeiros a marcar volta, entretanto foram muito lentos e, logo em seguida, foram batidos por Rosberg. Massa fez o melhor tempo na primeira tentativa. Na segunda tentativa de Hamilton ele bateu o tempo de Felipe e Vettel, mais uma vez, bateu os dois, com 1m13s905mil, o primeiro a baixar de 1m14s. Alonso foi o segundo e Webber o quinto. Di Resta não saiu dos boxes. Button, na nona posição, foi o único piloto a não usar o pneu super macio na classificação, por não esperar um grande resultado ele pensou na estratégia de corrida. Com dois minutos para o fim do Q3 os pilotos voltaram para a pista para mais uma tentativa. Nela Vettel fez o melhor tempo em 1m13s784mil, tempo que lhe garantiu a pole position. Hamilton marcou 1m14s087mil e foi o segundo, Alonso garantiu a terceira posição. Webber fez boa volta e assegurou o quarto lugar em sua última tentativa, fazendo Rosberg cair para quinto e Massa para sexto no final.

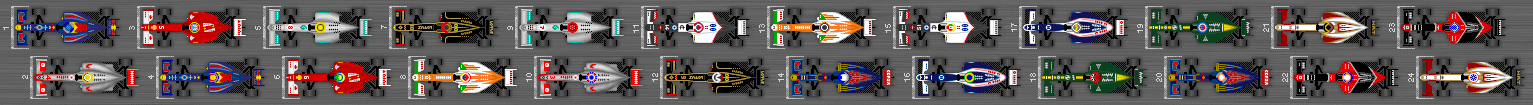
Grid de largada.

### Corrida

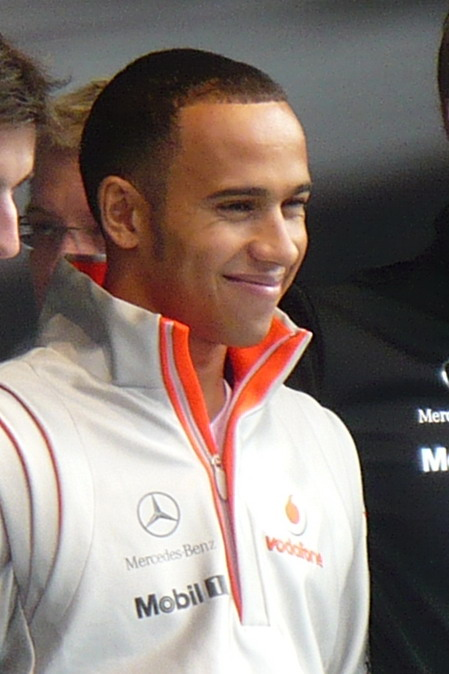
Hamilton venceu a prova.

A corrida teve início no horário previsto sob forte calor e com temperaturas altíssimas na pista. Na largada, Vettel  manteve tranquilamente a liderança. Hamilton e Alonso o seguiam com alguma distância. O brasileiro Massa rodou e escapou da pista na curva 1 e caiu de quinto para 12º lugar. Ele também iniciou a 1ª rodada de pit stops, na 13ª volta, quando passou a usar os pneus macios. Logo depois Di Resta e Schumacher fizeram o mesmo, com Button parando na passagem seguinte mesmo sendo o único piloto entre os primeiros que não estava usando o pneu super macio. Com Hamilton bem próximo de Vettel, o alemão parou na 16ª volta, sendo que Hamilton faz o mesmo na 17ª quando Alonso estava seguindo-o de perto, com possibilidades de ultrapassagem.
Hamilton voltou do boxes na frente de Vettel, porém perdeu a posição para Alonso, que também fez sua parada na 19ª volta. Sem perder muito tempo, e aproveitando que os pneus de Alonso estavam frios, Hamilton usou a asa móvel e sua boa velocidade de reta para recuperar posição em cima do piloto da Ferrari. Com o pit stop de Grosjean na 21ª volta ele assumiu a liderança. E abriu vantagem com muita tranquilidade para administrar a prova.
Raikkonen, Perez e Kobayashi adotaram estratégia diferente e retardaram suas paradas o quanto puderam para que conseguissem fazer apenas uma troca de pneus. Raikkonen era o quarto colocado e Perez o quinto, sendo que, na metade da prova eles estavam apenas cerca de 4 segundos atrás de Vettel, o terceiro. Nas voltas 40, 41 e 42, os três pilotos fizeram suas paradas únicas, com vantagem para Perez, que ganhou muito tempo com isso.
Hamilton, Alonso e Vettel tinham diferença de cerca de 3 segundos entre eles. O alemão Schumacher saiu dos boxes com a asa traseira aberta e teve de abandonar. Na volta 50 Hamilton fez seu último pit stop quando começava a perder rendimento dos pneus. Um leve atraso por parte da McLaren chegou a aumentar o risco dele perder uma vitória que estava destinada ao inglês. Mesmo assim ele voltou mais rápido que Alonso e em duas voltas ele já era cerca de um segundo mais rápido que o espanhol, que liderava a prova. Quando faltavam apenas 15 voltas para o final da corrida a McLaren avisou Hamilton que Alonso não deveria mais parar nos boxes. Hamilton estava 9 segundos atrás e teria de apertar o ritmo para conseguir vencer. Com isso ele passou a ser cerca de 1 segundo mais rápido que Vettel e 1 segundo e meio mais rápido que Alonso por volta. Vettel, Alonso e também Massa, que vinha mais atrás, optaram por não parar mais e passaram a ter ritmo muito lento. Massa chegou a ser superado por Perez, Rosberg e Webber e acabou fazendo uma troca tardia na 59ª volta, o que o jogou para a décima posição.
Diminuindo drasticamente a diferença, Hamilton chegou em Vettel na 61ª volta, ainda sem espaço para passar no final da reta. Usando a asa móvel ele ganhou a segunda posição do alemão na passagem seguinte e com isso já cruzou a linha a 2 segundos de Alonso, em quem ele chegou no final da volta. Na 64ª volta Hamilton passou Alonso. Vettel resolveu trocar seus pneus, mas Alonso permaneceu na pista e perdeu posições ainda para Grosjean, que terminou em segundo, Perez, o terceiro e para Vettel novamente, de tão lento que estava. Hamilton administrou tranquilamente a vantagem para se tornar o sétimo piloto diferente a vencer em sete corridas,além de passar a ser o novo líder do mundial.

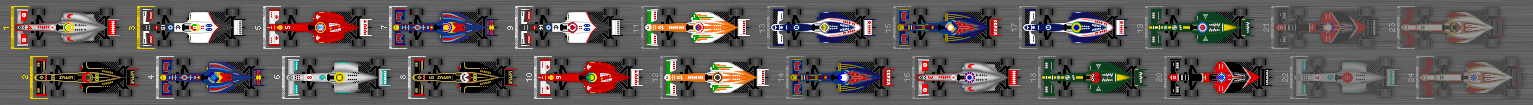
Resultado da prova.

## Resultados

### Classificatório
| Pos                  | Nº | Piloto             | Equipe               | Q1       | Q2       | Q3       | Largada |
| -------------------- | -- | ------------------ | -------------------- | -------- | -------- | -------- | ------- |
| 1                    | 1  | Sebastian Vettel   | Red Bull-Renault     | 1:14.661 | 1:14.187 | 1:13.784 | 1       |
| 2                    | 4  | Lewis Hamilton     | McLaren-Mercedes     | 1:14.891 | 1:14.371 | 1:14.087 | 2       |
| 3                    | 5  | Fernando Alonso    | Ferrari              | 1:14.916 | 1:14.314 | 1:14.151 | 3       |
| 4                    | 2  | Mark Webber        | Red Bull-Renault     | 1:14.956 | 1:14.479 | 1:14.346 | 4       |
| 5                    | 8  | Nico Rosberg       | Mercedes             | 1:15.098 | 1:14.568 | 1:14.411 | 5       |
| 6                    | 6  | Felipe Massa       | Ferrari              | 1:15.194 | 1:14.641 | 1:14.465 | 6       |
| 7                    | 10 | Romain Grosjean    | Lotus-Renault        | 1:15.163 | 1:14.627 | 1:14.645 | 7       |
| 8                    | 11 | Paul di Resta      | Force India-Mercedes | 1:15.019 | 1:14.639 | 1:14.705 | 8       |
| 9                    | 7  | Michael Schumacher | Mercedes             | 1:14.892 | 1:14.480 | 1:14.812 | 9       |
| 10                   | 3  | Jenson Button      | McLaren-Mercedes     | 1:14.799 | 1:14.680 | 1:15.182 | 10      |
| 11                   | 14 | Kamui Kobayashi    | Sauber-Ferrari       | 1:15.101 | 1:14.688 |          | 11      |
| 12                   | 9  | Kimi Räikkönen     | Lotus-Renault        | 1:14.995 | 1:14.734 |          | 12      |
| 13                   | 12 | Nico Hülkenberg    | Force India-Mercedes | 1:15.107 | 1:14.748 |          | 13      |
| 14                   | 16 | Daniel Ricciardo   | Toro Rosso-Ferrari   | 1:15.552 | 1:15.078 |          | 14      |
| 15                   | 15 | Sergio Pérez       | Sauber-Ferrari       | 1:15.326 | 1:15.156 |          | 15      |
| 16                   | 19 | Bruno Senna        | Williams-Renault     | 1:14.995 | 1:15.170 |          | 16      |
| 17                   | 18 | Pastor Maldonado   | Williams-Renault     | 1:14.979 | 1:15.231 |          | 17      |
| 18                   | 20 | Heikki Kovalainen  | Caterham-Renault     | 1:16.263 |          |          | 18      |
| 19                   | 21 | Vitaly Petrov      | Caterham-Renault     | 1:16.482 |          |          | 19      |
| 20                   | 17 | Jean-Éric Vergne   | Toro Rosso-Ferrari   | 1:16.602 |          |          | 20      |
| 21                   | 22 | Pedro de la Rosa   | Hispania-Cosworth    | 1:17.492 |          |          | 21      |
| 22                   | 24 | Timo Glock         | Marussia-Cosworth    | 1:17.901 |          |          | 22      |
| 23                   | 25 | Charles Pic        | Marussia-Cosworth    | 1:18.255 |          |          | 23      |
| 24                   | 23 | Narain Karthikeyan | Hispania-Cosworth    | 1:18.330 |          |          | 24      |
| 107% tempo: 1:19.887 |    |                    |                      |          |          |          |         |
| Fonte:               |    |                    |                      |          |          |          |         |

### Corrida
| #      | Nº | Piloto             | Equipe               | Voltas | Tempo             | Grid | Pontos |
| 1      | 4  | Lewis Hamilton     | McLaren-Mercedes     | 70     | 1:32:29.586       | 2    | 25     |
| 2      | 10 | Romain Grosjean    | Lotus-Renault        | 70     | +2.513            | 7    | 18     |
| 3      | 15 | Sergio Pérez       | Sauber-Ferrari       | 70     | +5.260            | 15   | 15     |
| 4      | 1  | Sebastian Vettel   | Red Bull-Renault     | 70     | +7.295            | 1    | 12     |
| 5      | 5  | Fernando Alonso    | Ferrari              | 70     | +13.411           | 3    | 10     |
| 6      | 8  | Nico Rosberg       | Mercedes             | 70     | +13.842           | 5    | 8      |
| 7      | 2  | Mark Webber        | Red Bull-Renault     | 70     | +15.085           | 4    | 6      |
| 8      | 9  | Kimi Räikkönen     | Lotus-Renault        | 70     | +15.567           | 12   | 4      |
| 9      | 14 | Kamui Kobayashi    | Sauber-Ferrari       | 70     | +24.432           | 11   | 2      |
| 10     | 6  | Felipe Massa       | Ferrari              | 70     | +25.272           | 6    | 1      |
| 11     | 11 | Paul di Resta      | Force India-Mercedes | 70     | +37.693           | 8    |        |
| 12     | 12 | Nico Hülkenberg    | Force India-Mercedes | 70     | +46.236           | 13   |        |
| 13     | 18 | Pastor Maldonado   | Williams-Renault     | 70     | +47.052           | 22   |        |
| 14     | 16 | Daniel Ricciardo   | Toro Rosso-Ferrari   | 70     | +1:04.475         | 14   |        |
| 15     | 17 | Jean-Éric Vergne   | Toro Rosso-Ferrari   | 69     | +1 Volta          | 19   |        |
| 16     | 3  | Jenson Button      | McLaren-Mercedes     | 69     | +1 Volta          | 10   |        |
| 17     | 19 | Bruno Senna        | Williams-Renault     | 69     | +1 Volta          | 16   |        |
| 18     | 20 | Heikki Kovalainen  | Caterham-Renault     | 69     | +1 Volta          | 17   |        |
| 19     | 21 | Vitaly Petrov      | Caterham-Renault     | 69     | +1 Volta          | 18   |        |
| 20     | 25 | Charles Pic        | Marussia-Cosworth    | 67     | +3 Volta          | 23   |        |
| Ret    | 24 | Timo Glock         | Marussia-Cosworth    | 56     | Sistema de freios | 21   |        |
| Ret    | 7  | Michael Schumacher | Mercedes             | 43     | DRS               | 9    |        |
| Ret    | 22 | Pedro de la Rosa   | Hispania-Cosworth    | 24     | Sistema de freios | 20   |        |
| Ret    | 23 | Narain Karthikeyan | Hispania-Cosworth    | 22     | Sistema de freios | 24   |        |
| Fonte: |    |                    |                      |        |                   |      |        |

## Tabela do campeonato após a corrida
Observe que somente as cinco primeiras posições estão incluídas na tabela.
| 3      | 1 | Lewis Hamilton   | 88 |
| 1      | 2 | Fernando Alonso  | 86 |
| 1      | 3 | Sebastian Vettel | 85 |
| 1      | 4 | Mark Webber      | 79 |
|        | 5 | Nico Rosberg     | 67 |
| Fonte: |   |                  |    |

|        | 1 | Red Bull-Renault | 164 |
|        | 2 | McLaren-Mercedes | 133 |
| 1      | 3 | Lotus-Renault    | 108 |
| 1      | 4 | Ferrari          | 97  |
|        | 5 | Mercedes         | 69  |
| Fonte: |   |                  |     |